# Макино-Сити

Деревня Макино-Сити в составе округа Эммет (штат Мичиган).

Макино-Сити (англ. Mackinaw-City /ˈmækɨnɔː ˈsɪti/) — деревня в США. Входит в состав округов Эммет и Шебойган штата Мичиган. Большая часть деревни (по площади) находится на территории тауншипа Уаватам (Wawatam) в округе Эммет, в то время как центр деревни и территория её дальнейшего развития находятся в тауншипе Макино (Mackinaw) округа Шебойган.
Несмотря на название, «Mackinaw City» не имеет статуса города (city), а является деревней. Постоянное население составляет всего 859 человек, но летом население значительно увеличивается за счёт туристов.